# 리틀 빅 타운
리틀 빅 타운(Little Big Town)는 미국의 컨트리 보컬 그룹이다. 1998년 결성되었으며 결성부터 현재까지 초창기 멤버 그대로 활동 중이다. 네 명 모두 리드 싱어이다.

## 음반 목록
- Little Big Town (2002)
- The Road to Here (2005)
- A Place to Land (2007)
- The Reason Why (2010)
- Tornado (2012)
- Pain Killer (2014)
- The Breaker (2017)